# PSV Korfbal
PSV Korfbal is een korfbalvereniging die is opgericht op 31 augustus 1913. Deze oudste korfbalclub in Zuid-Nederland biedt in Eindhoven en omstreken korfbal aan voor alle leeftijden. Het sportpark waarop PSV Korfbal de wedstrijden speelt, heet Sportpark Bokt te Eindhovenseweg, in Bokt.

De hoofdsponsor van PSV Korfbal is momenteel RM Verkeersdiensten.
Al vanaf drie jaar kunnen kinderen bij de Kangoeroe Klup balspelletjes spelen. Vanaf zes jaar mag iedereen meedoen aan competitiewedstrijden. Deze worden door het Koninklijk Nederlands Korfbalverbond (KNKV) georganiseerd. Officieel heet de club momenteel PSV Korfbal/RM Verkeersdiensten. PSV Korfbal heeft in principe deze categorieën teams: Kangoeroes, F-jeugd, E-Jeugd, D-jeugd, C-jeugd, B-jeugd, A-jeugd, Senioren, Midweek (wedstrijden buiten het weekend) en de Combi-Fit (geen wedstrijden, alleen trainingen etc.).

PSV Korfbal heeft een rijke geschiedenis aan activiteiten/evenementen die op het terrein 'De Spil' van PSV werden en worden georganiseerd, zoals: school korfbal, een seizoensopening en oefen toernooien. Jaarlijks wordt er een kamp georganiseerd. Op dit kamp worden verschillende dingen gedaan, bijvoorbeeld zwemmen.